# جيافينو
Piedmont
Giaveno (بالفرنسية: Javein) هي بلدية (بلدية) في مدينة تورينو في المنطقة الإيطالية بيدمونت Piedmont ، وتقع على بعد حوالي 30 كيلومتر (19 ميل) غرب Turinتورينو.

## تاريخ
Giaveno لها أصول قديمة جدًا؛ تتبع بعض علماء التاريخ المحليين أول مستوطنة فوجدوا اتها تعود إلى العصر الروماني. حيث قامت عائلة Gavi المهمة في Augusta Taurinorum (تورين) ببناء مزرعة هنا، ربما في القرن الأول الميلادي؛ لتأكيد هذا الافتراض، هناك بعض الاكتشافات العشوائية لمقبرة في الحقول في محمية مادونا ديل بوسوني (قرية فيلا) وامتداد من الرصف عند جسر تورنت تورتوريلو.
في عام 773 يقال أن شارلمان عبرالمياه التي تفصل بين فال دي سوزا من نهر سانغوني، وجاء إلى السهل الواقع بالقرب من قرية جافينسيس وأمسك لونجوباردس من الخلف بين تشيوزا دي س.ميشيل وفيلاردورا وحقق النصر من خلال هزيمتهم.
في عام 1103، تبرع كونت سافوي، أومبرتو الثاني Umberto II, بإقليم جيافينو إلى دير سان ميشيل ديلا تشيوزا، لكن فيديريكو بارباروسا، طاغية ذلك الوقت، في 26 يناير 1195 أزالها من الدير لإعطائها لتشارلز الأول، أسقف تورين.
عادت Giaveno إلى رؤساء دير سان ميشيل بتبرع من كونت سافوي توماسو الأول I Tommaso في 21 فبراير 1209، الذي قام بتحصين الساحة بجدار قوي وبنى قلعة هناك. بعد ذلك، في عام 1347، قرر أبوت رودولفو دي Abbot Rodolfo di Mombello «فيلام إيفيني موراري» بجدارين منجنيقات (ارتفاع حوالي 6 أمتار) تتخللها خمسة أبراج دائرية. محيط «قلعة الدير» لا يزال واضحًا حتى يومنا هذا.
و في عام 1611 قام S. Antero س.اندرو اللتي نقلت رفاته من روما الي جيافينو بالانضمام الي مالك حماية القريا (Lorenzo). وفي عام 1622طلب Maurizio وحصل علي THE Holy Seeوتنصيبهو في Collegiate of San Lorenzo Martire.و في نهاية القرن السابع عشر قام الجنرال الفرنسي نيكولس بالعديد من الحملات لنهب القرية واستولى على ما فيها من كنايس وقلاع و1630اصبح عام حزين على القرية.اثناء حرب من فرتو الثانية ولقد احتولت جيافينو حملات فرنسية بواسطة اميرMontmorency وفي اثناء ذالك انتشر الطاعون مسببًا الكثير من الضحايا
يذهب Savoys الصافوييب إلى الحرب ضد الفرنسيين. ليغزو المارشال الفرنسي نيكولا كاتينات بيدمونت، ويضرم النار فيها، وبعد معركة مارساجليا (1693) التي فاز بها الفرنسيون، تعرض جيافينو للنهب والنهب. هُزم الفرنسيون وطُردوا من بيدمونت بعد حصار تورين المميت في 8 سبتمبر 1706. تمت كتابة صفحات مهمة من التاريخ في فترة المقاومة (1943 - 1945) التي شهدت الثوار وجميع السكان. انتفض ضد الاضطهاد النازي الفاشي. لهذه الحلقات، مُنحت بلدة جيافينو الميدالية الفضية للقيمة العسكرية من قبل رئيس الجمهورية أوسكار لويجي سكالفارو (1997).

## المدن التوأم
- Brinkmann, Argentina
- Chevreuse, France
- Novska, Croatia
- Saint-Jean-de-Maurienne, France

## السكان الأصليين البارزين
- Pogolotti دينو بوجولوتي (1879-1923)، رجل أعمال عقاري

## روابط خارجية
- الموقع الرسمي

قالب:Province of Turin